# Kup Hrvatske u dvoranskom hokeju za muškarce 2017.
Kup Hrvatske za muškarce u dvoranskom hokeju za sezonu 2017./18. je četvrti put zaredom osvojila Zelina iz Svetog Ivana Zeline. 

Natjecanje je održano 17. prosinca 2017.

## Sudionici
- Concordia 1906 - Zagreb
- Jedinstvo  - Zagreb
- Marathon - Zagreb
- Mladost - Zagreb
- Spartanac - Split
- Trešnjevka - Zagreb
- Zelina - Sveti Ivan Zelina
- Zrinjevac - Zagreb

## Rezultati
| klub1           | rez.            | klub2           |                 |
| četvrtzavršnica | četvrtzavršnica | četvrtzavršnica | četvrtzavršnica |
| --------------- | --------------- | --------------- | --------------- |
| Zelina          | 9:4             | Trešnjevka      |                 |
| Marathon        | 2:4             | Zrinjevac       |                 |
| Mladost         | 7:3             | Concordia 1906  |                 |
| Spartanac       | 4:3             | Jedinstvo       |                 |
|                 |                 |                 |                 |
| poluzavršnica   |                 |                 |                 |
| Zrinjevac       | 4:10            | Mladost         |                 |
| Zelina          | 19:0            | Spartanac       |                 |
|                 |                 |                 |                 |
| završnica       |                 |                 |                 |
| Mladost         | 5:7             | Zelina          |                 |